# Hans Smedmark
Hans Gustaf Ludvig Smedmark, född den 20 april 1880 i Karlsborg, Skaraborgs län, död den 24 december 1946 i Stockholm, var en svensk ämbetsman. Han var son till Oscar Smedmark. 
Smedmark avlade juris utriusque kandidatexamen vid Uppsala universitet 1904 och genomförde tingstjänstgöring 1904–1906. Han var amanuens i Lantförsvarsdepartementet 1908–1913, kanslist i riksdagens statsutskott 1910, notarie där 1911–1913, tillförordnad sekreterare i Pensionsstyrelsen 1914, ordinarie sekreterare där 1915–1934, extra ordinarie byråchef 1920–1923, tillförordnad byråchef 1924–1934 och ordinarie byråchef från 1934. Smedmark blev riddare av Vasaorden 1923 och av Nordstjärneorden 1930 samt kommendör av andra klassen av Vasaorden 1944. Han vilar i sin familjegrav på Norra begravningsplatsen utanför Stockholm.